# 木下直之
木下 直之（きのした なおゆき、1954年（昭和29年） - ）は、日本の美術史研究者。東京大学名誉教授（文化資源学）、静岡県立美術館館長、神奈川大学国際日本学部歴史民俗学科教授。専門は、博物館学、美術史、写真史、見世物研究。

## 経歴
- 1954年（昭和29年） - 静岡県浜松市生まれ。
- 静岡県立浜松北高等学校卒業[2]。
- 1979年（昭和54年） - 東京藝術大学美術学部芸術学科卒業。
- 1981年（昭和56年） - 同大学院中途退学、兵庫県立近代美術館学芸員。
- 1991年（平成3年） - 倫雅美術奨励賞受賞。
- 1993年（平成5年）
  - 『美術という見世物-油絵茶屋の時代』によりサントリー学芸賞受賞。
  - 兵庫県ゆずりは賞
- 1995年（平成7年） - 兵庫県立近代美術館学芸課長。
- 1996年（平成8年） - 重森弘淹写真評論賞。
- 1997年（平成9年） - 東京大学総合研究博物館助教授。
- 1998年（平成10年） - 東京大学構内に残る明治以来の教授たちの肖像画、銅像を集大成した『博士の肖像』展を企画。
- 2000年（平成12年） - 東京大学大学院人文社会系研究科（文化資源学）助教授。
- 2001年（平成13年） ~ 2003年（平成15年） - 国立民族学博物館助教授併任。
- 2004年（平成16年） - 東京大学教授。
- 2005年（平成17年） - 静岡県文化奨励賞を受賞。
- 2008年（平成20年） - 『わたしの城下町』で芸術選奨文部科学大臣賞受賞。
- 2015年（平成27年） - 春の褒章で紫綬褒章を受章[3]。
- 2017年（平成29年）4月1日 - 静岡県立美術館の六代目館長に就任。
- 2019年（平成30年） - 東大を定年退任、名誉教授となる。

## 著書

### 単著
- 『美術という見世物-油絵茶屋の時代』（平凡社、1993年）
  - 『美術という見世物』（ちくま学芸文庫、1999年／講談社学術文庫、2010年）
- 『写真画論－写真と絵画の結婚』（岩波書店、1996年）
- 『博士の肖像』（東京大学出版会、1998年）
- 『ハリボテの町』（朝日新聞社、1996年、前半部のみ朝日文庫、1999年）
- 『世の途中から隠されていること-近代日本の記憶』（晶文社、2002年）
- 『わたしの城下町』（筑摩書房、2007年／ちくま学芸文庫、2018年）
- 『股間若衆　男の裸は芸術か』（新潮社、2012年）
- 『戦争という見世物　日清戦争祝捷大会潜入記』（ミネルヴァ書房〈叢書・知を究める〉、2013年）
- 『銅像時代　もうひとつの日本彫刻史』（岩波書店、2014年）
- 『近くても遠い場所 一八五〇年から二〇〇〇年のニッポンへ』晶文社 2016年
- 『せいきの大問題 新股間若衆』新潮社 2017年
- 『動物園巡礼』東京大学出版会 2018年

### 編著
- 『日本の写真家』（全40巻・別巻1）（飯沢耕太郎・長野重一共編）（岩波書店、1998年-2000年）
- 『見世物はおもしろい』（川添裕・橋爪紳也共編）（平凡社、2003年）
- 『講座日本美術史6 美術を支えるもの』（東京大学出版会、2005年）
- 『死生学4　死と死後をめぐるイメージと文化』（小佐野重利共編）（東京大学出版会、2008年）
- 『芸術の生まれる場』（編著）（東信堂、2009年）
- 『鬼がゆく 江戸の華神田祭』（福原敏男共編）（平凡社、2009年）